# Värsås kyrka
Värsås kyrka är en kyrkobyggnad som sedan 1996 tillhör Värsås-Varola-Vretens församling (tidigare Värsås församling) i Skara stift. Den ligger i Skövde kommun.

## Kyrkobyggnaden
Den första kyrkan i Värsås var en romansk stenkyrka i rundbågestil, byggd på 1100-talet. Denna byggdes om och till åren 1762–1763, men blev för liten i mitten av 1800-talet, varför man planerade en ny kyrka. 
Den nya kyrkan byggdes 1856–1857 av bröderna Anders och Petter Pettersson, båda uppväxta på Skattegården i Värsås. För ritningarna svarade Johan Fredrik Åbom. Stilen är nyklassicism med drag av nygotik och byggnaden har torn och en femsidig absid. Kyrkan invigdes i oktober 1857. Under korgolvet finns den Lagerbergska graven.

## Inventarier

### Bevarade från den medeltida kyrkan
- En romansk dopfunt.
- Altaruppsats i barck.

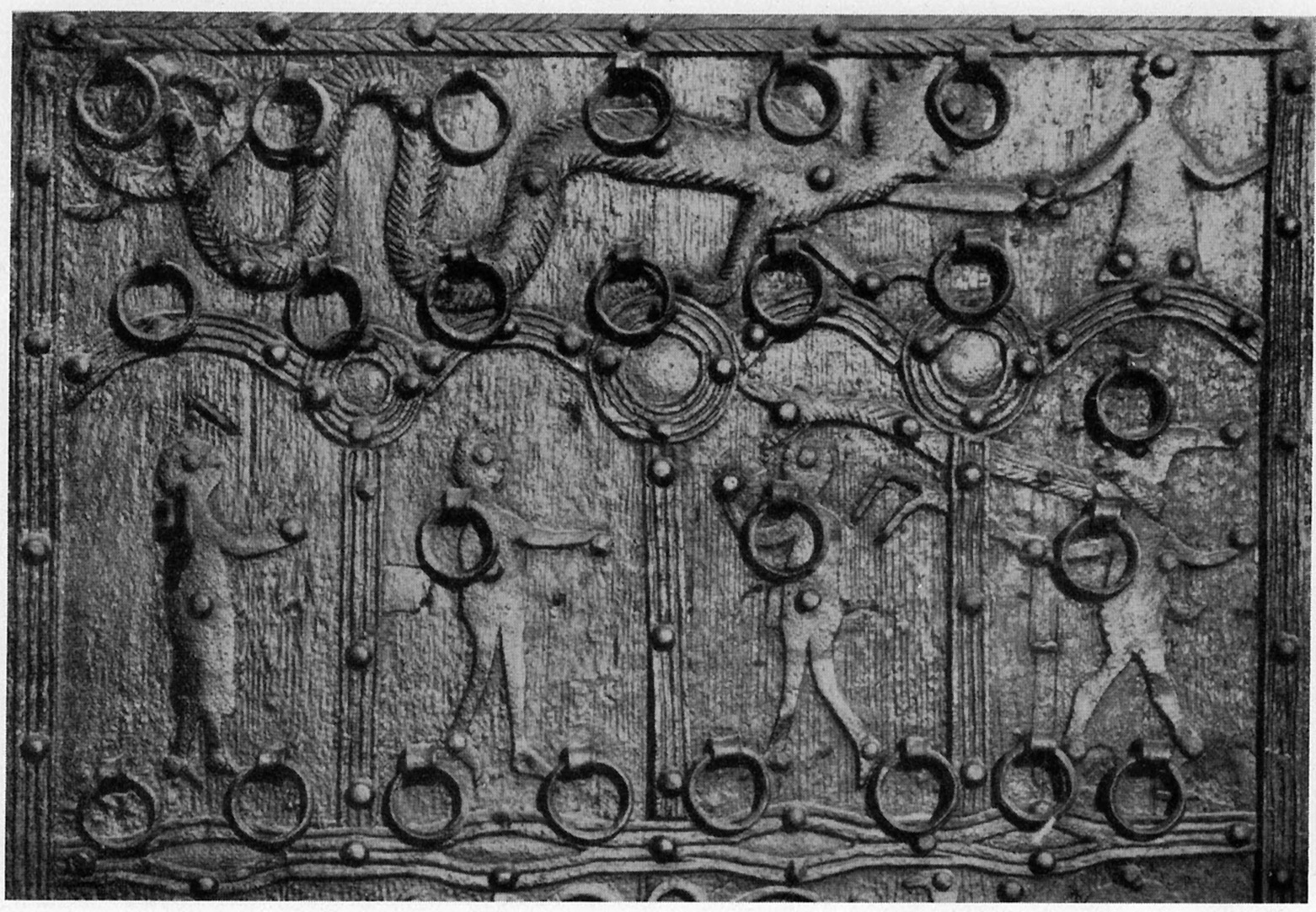
Dörrdetalj. 1100-talet.

- Delar av ett innertak som dekorerats av Fredrik Wahlin från Hjo.
- En med ornament- och figursmide rikt dekorerad dörr.

### Tillkomna i den nya kyrkan
- Altaruppsatsen som formats som en tempelgavel med tavla Kristus på Oljeberget utförd av Birger Lignell 1863.

### Klockor
Storklockan är gjuten av Busse Jacobsson, sannolikt samtidigt med storklockan i Lindärva kyrka. Den har en latinsk inskrift med välgjorda bokstäver och rosenornament. Den lyder på svenska: Herrens år 1516 göts denna klocka till den saliga Jungfrun Marie ära av mig magister [mäster] Busse Jacobsson.

### Orglar
- På läktaren i väster finns en ljudande orgelfasad som härstammar från kyrkans första orgel byggd 1861 av Johan Nikolaus Söderling. Ett nytt verk med visst äldre material byggt av Frederiksborg Orgelbyggeri installerades 1957. Instrumentet har 22 stämmor fördelade på tvåp manualer och pedal.[2]
- I koret i söder finns en orgel tillverkad 1967 av Nordfors & Co. med fem stämmor fördelade på manual och pedal.[3]